# یواس‌اس اسکاتنی
یواس‌اس اسکاتنی (به انگلیسی: USS Ascutney) یک کشتی بود که طول آن ۲۰۵ فوت (۶۲ متر) بود. این کشتی در سال ۱۸۶۳ ساخته شد.